# Sejm nadzwyczajny 1693
Sejm 1693 – sejm nadzwyczajny I Rzeczypospolitej został zwołany 1 października 1693 roku do Warszawy.  
Sejmiki przedsejmowe w województwach odbyły się 10 listopada 1693 roku, a główny mazowiecki w warszawie 24 listopada i opatowski powtórny 16 grudnia 1693 roku.
Marszałkiem sejmu starej laski był Andrzej Kryszpin-Kirszensztein pisarz polny litewski. 
Obrady sejmu trwały 22 grudnia 1693 roku, ale sejm się rozszedł ponieważ chory król nie przybył z Żółkwi.